# Aaron Harrison
Aaron Malik Harrison (San Antonio, 28 ottobre 1994) è un cestista statunitense.

## Biografia
È il fratello gemello di Andrew Harrison, anch'egli cestista.

## Carriera

### NBA (2015-2017)

#### Charlotte Hornets (2015-2017)
Dopo aver entrambi frequentato l'Università del Kentucky, il 10 aprile 2015 lui e suo fratello Andrew si dichiararono eleggibili al Draft NBA 2015. Mentre Andrew venne selezionato alla 44ª scelta dai Phoenix Suns,  Aaron invece non venne selezionato da alcuna franchigia. Il secondo decise così di aggregarsi al roster degli Charlotte Hornets in Summer League. Al termine della manifestazione venne confermato dalla franchigia della Carolina con cui firmò il 15 luglio 2015. Con la franchigia della Carolina del Nord giocò per due stagioni, in cui venne spesso venne assegnato alla D-League. Nella prima stagione giocò 21 partite mettendo a segno 18 punti, e giocò anche 2 partite nei play-off in cui gli Hornets vennero eliminati al primo turno dai Miami Heat per 4-3.
Nella seconda invece giocò 5 partite segnando 1 punto. Durante la seconda venne tagliato il 4 gennaio 2017.

## Statistiche

### College
| Anno      | Squadra           | PG | PT | MP   | TC%  | 3P%  | TL%  | RP  | AP  | PRP | SP  | PP   |
| --------- | ----------------- | -- | -- | ---- | ---- | ---- | ---- | --- | --- | --- | --- | ---- |
| 2013-2014 | Kentucky Wildcats | 40 | 40 | 32,6 | 42,3 | 35,6 | 79,0 | 3,0 | 1,9 | 1,1 | 0,3 | 13,7 |
| 2014-2015 | Kentucky Wildcats | 39 | 38 | 25,7 | 39,5 | 31,6 | 78,2 | 2,6 | 1,4 | 1,1 | 0,2 | 11,0 |
| Carriera  | Carriera          | 79 | 78 | 29,2 | 41,0 | 33,5 | 78,7 | 2,8 | 1,6 | 1,1 | 0,2 | 12,4 |

### NBA

#### Regular Season
| Anno      | Squadra           | PG | PT | MP   | TC%  | 3P%  | TL%  | RP  | AP  | PRP | SP  | PP  |
| --------- | ----------------- | -- | -- | ---- | ---- | ---- | ---- | --- | --- | --- | --- | --- |
| 2015-2016 | Charlotte Hornets | 21 | 0  | 4,4  | 26,3 | 30,0 | 41,7 | 0,7 | 0,1 | 0,3 | 0,0 | 0,9 |
| 2016-2017 | Charlotte Hornets | 5  | 0  | 3,4  | 0,0  | 0,0  | 50,0 | 0,6 | 0,6 | 0,0 | 0,0 | 0,2 |
| 2017-2018 | Dallas Mavericks  | 9  | 3  | 25,9 | 27,5 | 20,9 | 76,5 | 2,7 | 1,2 | 1,0 | 0,2 | 6,7 |
| Carriera  | Carriera          | 35 | 3  | 9,8  | 26,1 | 21,8 | 61,3 | 1,2 | 0,5 | 0,4 | 0,1 | 2,3 |

#### Play-off
| Anno     | Squadra           | PG | PT | MP  | TC% | 3P% | TL% | RP  | AP  | PRP | SP  | PP  |
| -------- | ----------------- | -- | -- | --- | --- | --- | --- | --- | --- | --- | --- | --- |
| 2016     | Charlotte Hornets | 2  | 0  | 3,5 | 0,0 | 0,0 | 0,0 | 0,5 | 0,0 | 0,0 | 0,0 | 0,0 |
| Carriera | Carriera          | 2  | 0  | 3,5 | 0,0 | 0,0 | 0,0 | 0,5 | 0,0 | 0,0 | 0,0 | 0,0 |

### Eurolega
| Anno      | Squadra    | PG | PT | MP   | TC%  | 3P%  | TL%  | RP  | AP  | PRP | SP  | PP  |
| --------- | ---------- | -- | -- | ---- | ---- | ---- | ---- | --- | --- | --- | --- | --- |
| 2020-2021 | Olympiakos | 27 | 8  | 17,5 | 32,7 | 26,6 | 80,7 | 1,8 | 1,1 | 0,5 | 0,1 | 6,5 |
| Carriera  | Carriera   | 27 | 8  | 17,5 | 32,7 | 26,6 | 80,7 | 1,8 | 1,1 | 0,5 | 0,1 | 6,5 |

### Eurocup
| Anno      | Squadra           | PG | PT | MP    | TC%  | 3P%  | TL%  | RP  | AP  | PRP | SP  | PP   |
| --------- | ----------------- | -- | -- | ----- | ---- | ---- | ---- | --- | --- | --- | --- | ---- |
| 2018-2019 | Galatasaray       | 9  | 9  | 28,0  | 37,9 | 44,2 | 80,5 | 3,1 | 3,1 | 1,1 | 0,3 | 13,1 |
| 2019-2020 | Galatasaray       | 16 | 16 | 31,1* | 41,1 | 37,9 | 85,9 | 2,9 | 2,8 | 1,1 | 0,3 | 15,9 |
| 2021-2022 | Türk Telekom      | 7  | 7  | 26,3  | 44,2 | 43,8 | 82,1 | 2,1 | 1,4 | 0,9 | 0,1 | 16,0 |
| 2022-2023 | Cedevita Olimpija | 3  | 0  | 16,2  | 41,2 | 50,0 | 85,7 | 1,3 | 1,7 | 1,0 | 0,0 | 8,0  |
| Carriera  | Carriera          | 35 | 32 | 28,1  | 41,0 | 40,9 | 83,8 | 2,7 | 2,5 | 1,1 | 0,3 | 14,5 |

## Palmarès
- Coppa di Portogallo: 1

Porto: 2024